# Star P

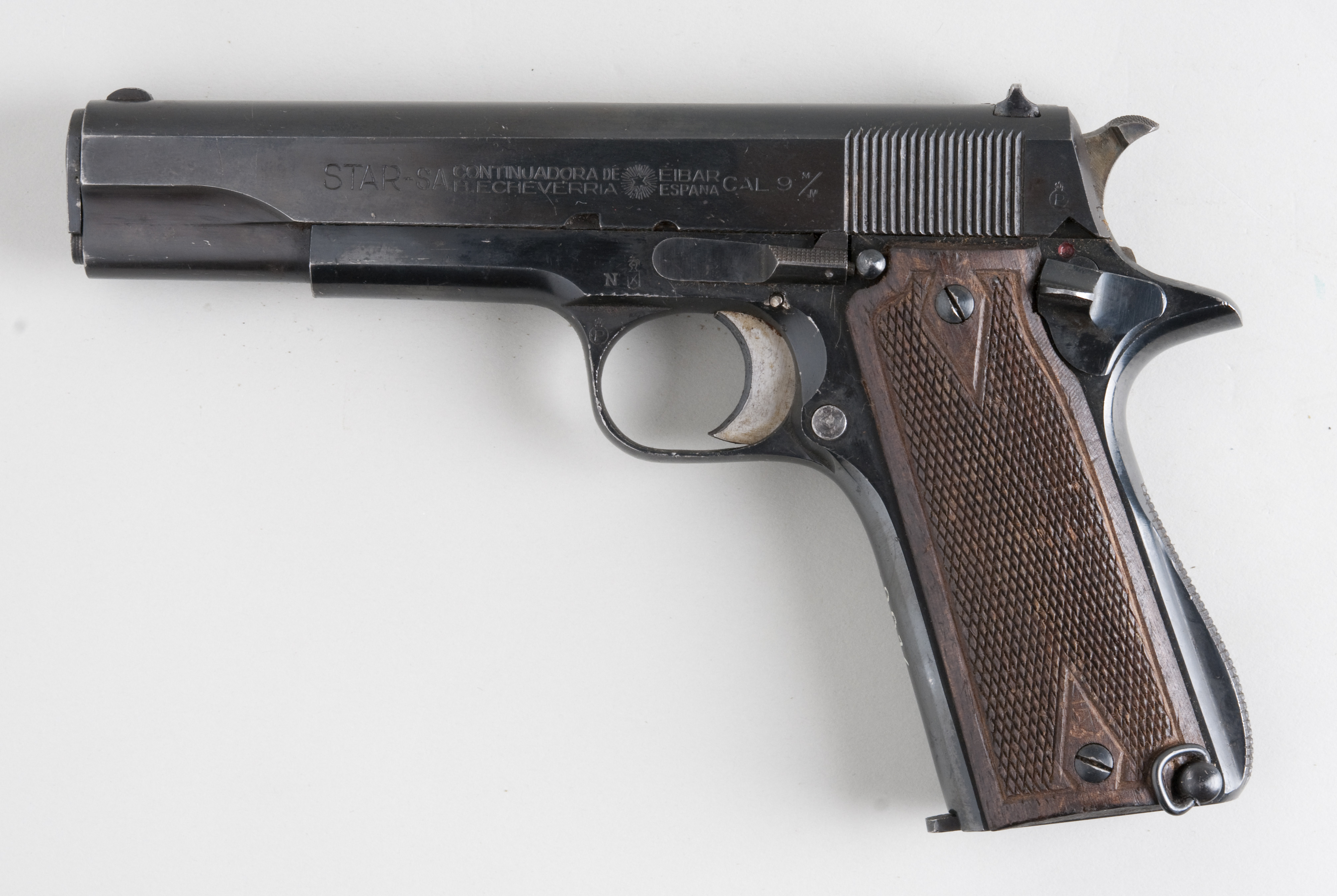
Le Star P reprenait la forme et la mécanique du Star B (ci-dessus) mais sa munition est plus puissante.

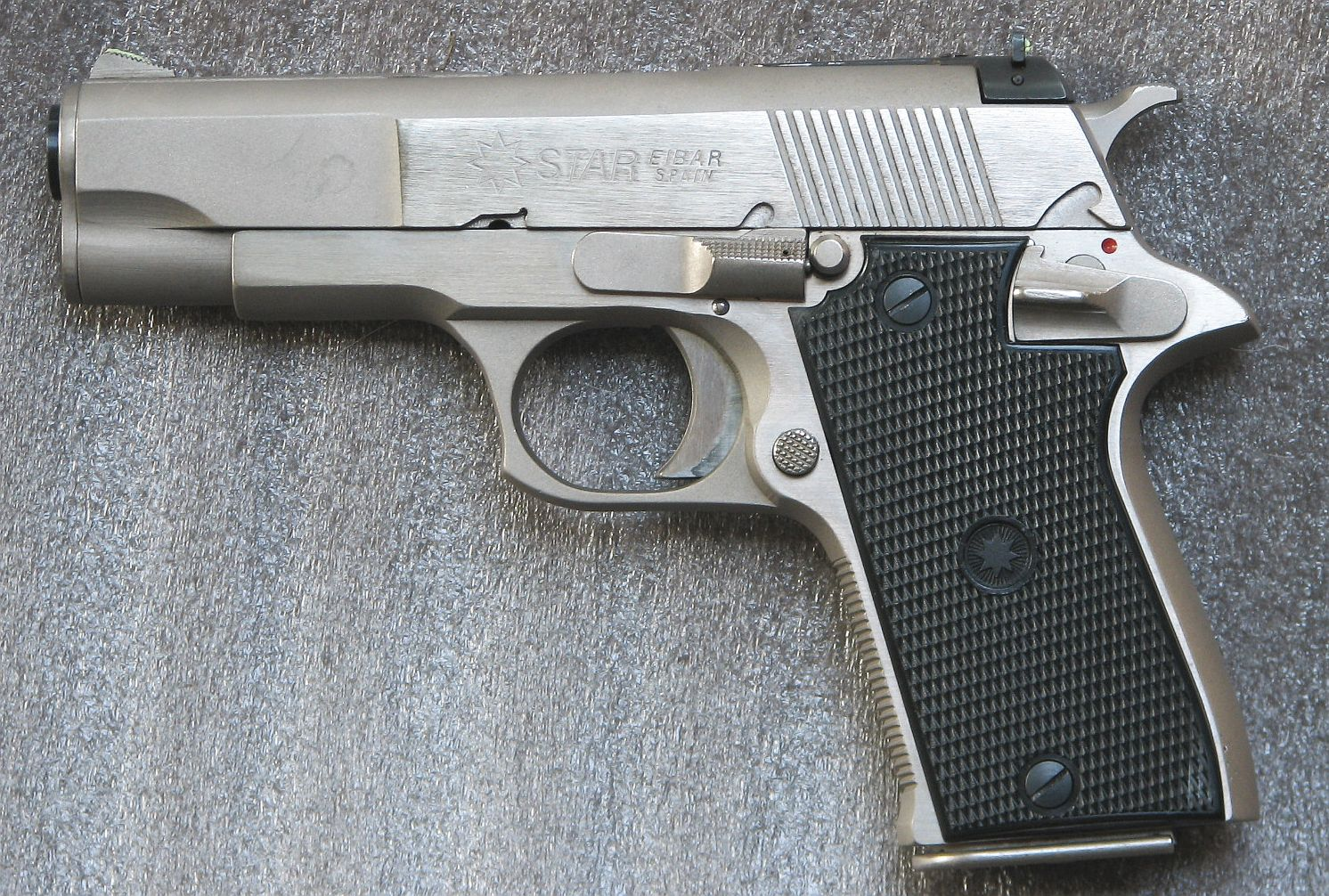
Le Star Modèle PD était la version compacte du Star P.

Le Star P est un pistolet semi-automatique espagnol ; il s’agit d’une variante du Star  B développé par Star Bonifacio Echeverria S.A., mais adapté au calibre .45 Auto, fabriquée de 1923 à 1987.

## Fiche technique
- Mécanisme : Simple action et culasse calée
- Matériaux :  acier (canon et culasse) et plastique durci (plaquettes de crosse)
- Finition : bronzée, nickelée ou panachée.
- Longueur totale : 217 mm
- Longueur du canon : 127  mm
- Masse à vide : 1,115 kg (1, 25 kg chargé)
- Capacité : sept cartouches de .45 Auto (+1 dans la chambre)